# 郑州煤电
郑州煤电股份有限公司，簡稱郑州煤电股份，以及郑州煤电（英語：Zhengzhou Coal & Electric Company Limited，上交所：600121），於1997年由郑州煤炭工业（集团）有限责任公司設立。
而主要業務在國內經營煤炭生产及销售，发电及输变电，也經營物资供销、房产开发、瓦斯发电、铁路运输。
董事長為孟中澤。股份則在1998年1月7日，於上海證券交易所上市。
總部位於郑州市中原西路188号郑州煤电股份有限公司。

## 連結
- zzce.com.cn （页面存档备份，存于）